# Nepenthes gracilis
Nepenthes gracilis este o specie de plante carnivore din genul Nepenthes, familia Nepenthaceae, ordinul Caryophyllales, descrisă de Pieter Willem Korthals. Conform Catalogue of Life specia Nepenthes gracilis nu are subspecii cunoscute.

## Galerie de imagini

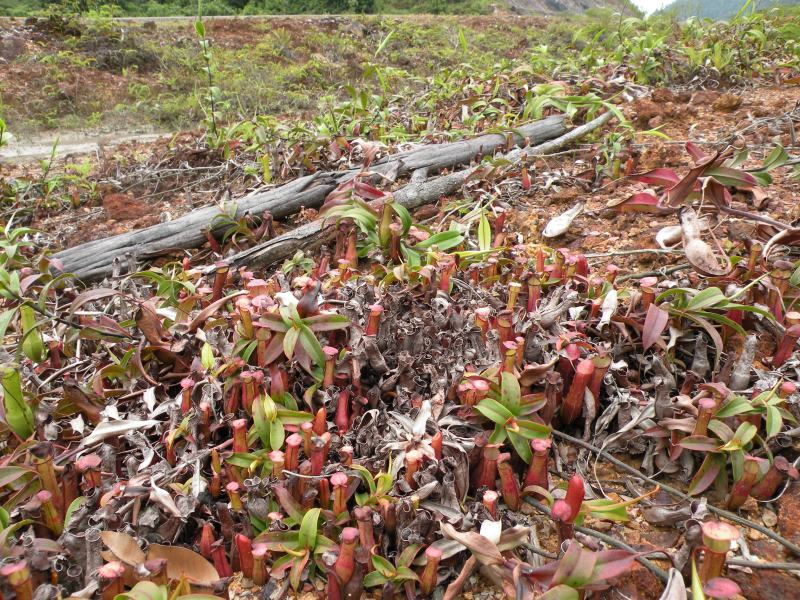
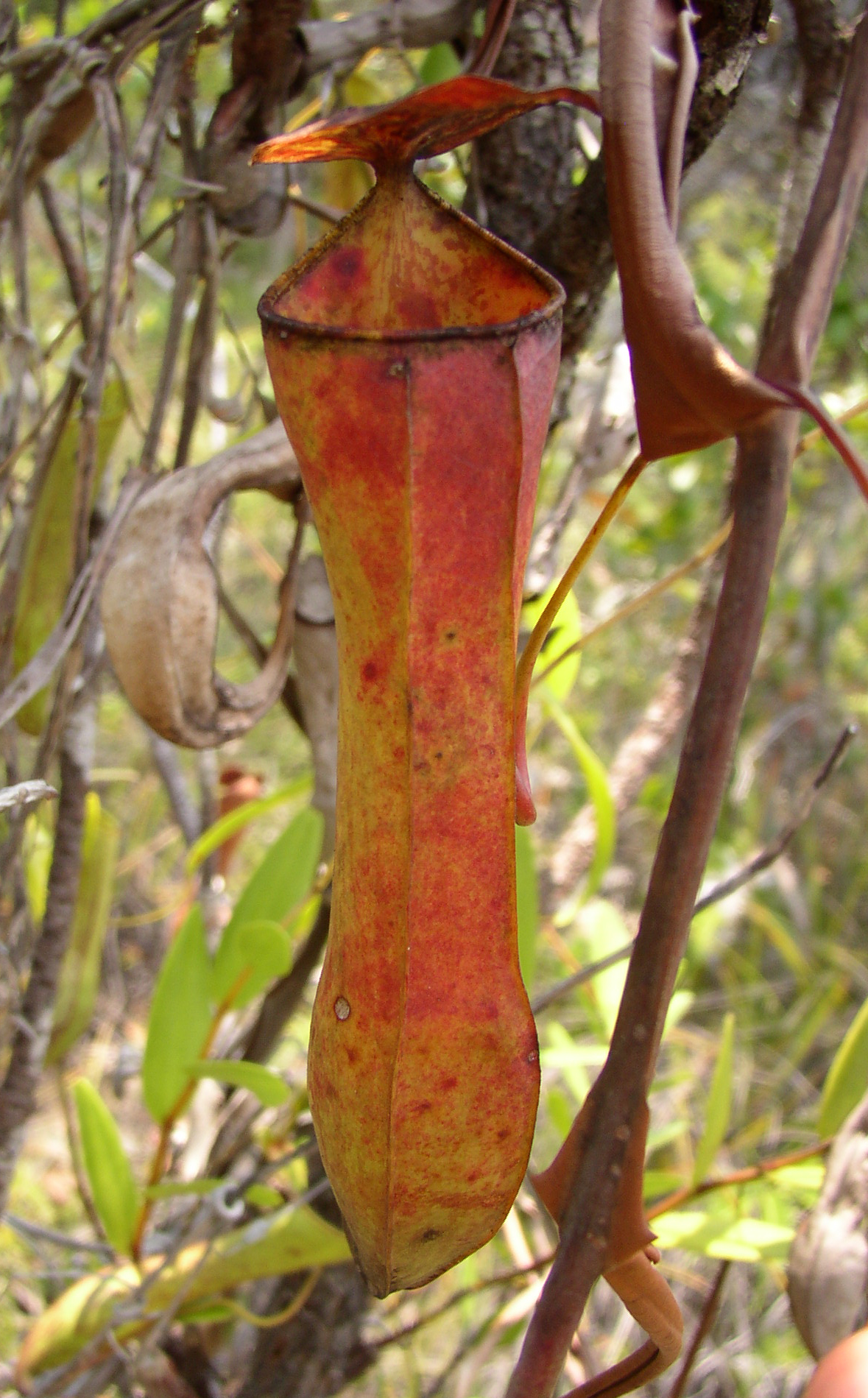
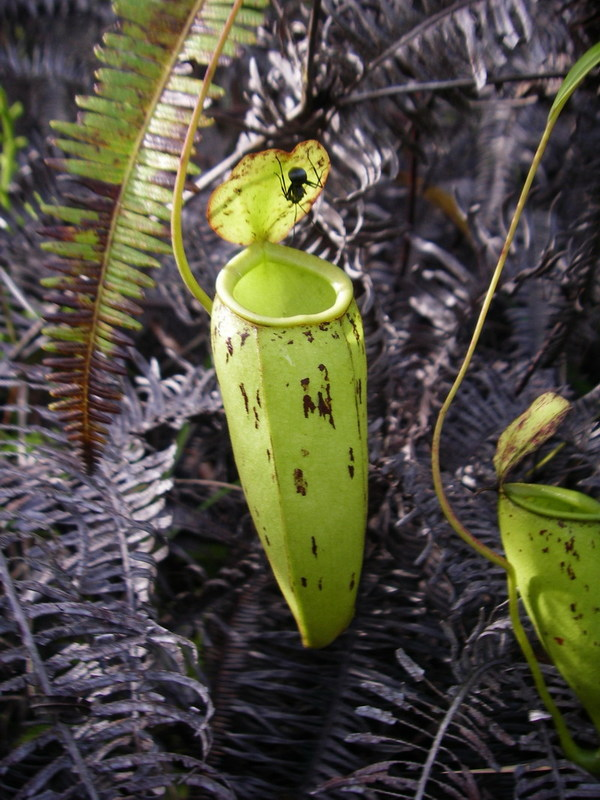